# 干部
干部（かんぶ）は、漢字を部首により分類したグループの一つ。
康熙字典214部首では51番目に置かれる（3画の22番目）。

## 概要
干部には「干」を筆画の一部として持つ漢字を分類している。
単独の「干」の字は盾を描いた象形文字で、盾を意味する単語を表記する。また仮借により、犯す、乾燥させるといった意味の単語にも用いる。『説文解字』は逆さまの「入」と「一」で犯すという意味を表す会意文字としているが、甲骨文字や金文と形を見ればわかるようにこれは誤った分析である。
干部に属する字のほとんどは、起源としては「干」の字と関係がない。例えば「平」や「幸」は象形文字であるし、「年」も字源上「禾」と「人」あるいは「千」から成っていた（秂・秊）のが楷書に至る過程での字形の変化によりもはや原型を留めておらず、これらの字についてはやむを得ず便宜的に楷書の筆画によって「干」の形を抽出して干部に所属させているだけである。
片仮名の「チ」は、「干」に似ているが、「チ」は「干」と似てる「千」から造られた字であり「千」は十部に属しているため「干」とは一切無関係である。

## 部首の通称
- 日本：ほす、かん、いちじゅう（一と十から。小学校の漢字教育で用いられる）
- 韓国：방패간부（banpae gan bu、盾の干部）
- 英米：Radical dry

## 部首字
干
- 中古音
  - 広韻 - 古寒切、寒韻
  - 詩韻 - 寒韻、平声
  - 三十六字母 - 見母
- 現代音
  - 普通話 - ピンイン：gān 注音：ㄍㄢ ウェード式：kan 1
  - 広東語 - Jyutping:gon1 イェール式:gon1
- 日本語 - 音：カン（漢音・呉音） 訓：たて・おかす・ほす
- 朝鮮語 - 音：간(gan) 訓音：방패（banpae、盾）・범할（beomhada、犯す）

## 例字
- 干・平・年・并・幸・幹